# Rendőrakadémia (franchise)
A Rendőrakadémia (eredeti cím: Police Academy) népszerű amerikai akció-vígjáték médiafranchise.

## Filmek
- Rendőrakadémia (1984)
- Rendőrakadémia 2. – Az első bevetés (1989-es magyarországi bemutató moziplakátján Az első feladat alcímen futott) (1985)
- Rendőrakadémia 3. – Újra kiképzésen (1989-es magyarországi bemutató moziplakátján Újra tréningben alcímen futott) (1986)
- Rendőrakadémia 4. – Zseniális amatőrök az utcán (1990-es magyarországi bemutató moziplakátján Civilek őrjáraton alcímen futott) (1987)
- Rendőrakadémia 5. – Irány Miami Beach! (1988)
- Rendőrakadémia 6. – Az ostromlott város (1989)
- Rendőrakadémia 7. – Moszkvai küldetés (1994)

### Filmek adatai
| Cím (Zárójelben az eredeti cím)        | Rendőrakadémia-filmek                                                         | Rendőrakadémia-filmek                                                                 | Rendőrakadémia-filmek                                                           | Rendőrakadémia-filmek                                                                         | Rendőrakadémia-filmek                                                                    | Rendőrakadémia-filmek                                                               | Rendőrakadémia-filmek                                                            |
| Cím (Zárójelben az eredeti cím)        | Rendőrakadémia (1984) (Police Academy)                                        | Rendőrakadémia 2. – Az első bevetés (1985) (Police Academy 2: Their First Assignment) | Rendőrakadémia 3. – Újra kiképzésen (1986) (Police Academy 3: Back in Training) | Rendőrakadémia 4. – Zseniális amatőrök az utcán (1987) (Police Academy 4: Citizens on Patrol) | Rendőrakadémia 5. – Irány Miami Beach! (1988) (Police Academy 5: Assignment Miami Beach) | Rendőrakadémia 6. – Az ostromlott város (1989) (Police Academy 6: City Under Siege) | Rendőrakadémia 7. – Moszkvai küldetés (1994) (Police Academy: Mission to Moscow) |
| -------------------------------------- | ----------------------------------------------------------------------------- | ------------------------------------------------------------------------------------- | ------------------------------------------------------------------------------- | --------------------------------------------------------------------------------------------- | ---------------------------------------------------------------------------------------- | ----------------------------------------------------------------------------------- | -------------------------------------------------------------------------------- |
| Rendező                                | Hugh Wilson                                                                   | Jerry Paris                                                                           | Jerry Paris                                                                     | Jim Drake                                                                                     | Alan Myerson                                                                             | Peter Bonerz                                                                        | Alan Metter                                                                      |
| Író(k)                                 | Forgatókönyv: Neal Israel Pat Proft Hugh Wilson Sztori: Neal Israel Pat Proft | Barry W. Blaustein David Sheffield                                                    | Gene Quintano                                                                   | Gene Quintano                                                                                 | Stephen Curwick                                                                          | Stephen Curwick                                                                     | Randolph Davis Michele S. Chodos                                                 |
| Producer(ek)                           | Paul Maslansky                                                                | Paul Maslansky John Goldwyn Leonard C. Kroll                                          | Paul Maslansky Donald L. West                                                   | Paul Maslansky Donald L. West                                                                 | Paul Maslansky Donald L. West                                                            | Paul Maslansky Donald L. West                                                       | Paul Maslansky Donald L. West Suzanne Lore Leonid Vereschtchaguine               |
| Zeneszerző                             | Robert Folk                                                                   | Robert Folk                                                                           | Robert Folk                                                                     | Robert Folk                                                                                   | Robert Folk                                                                              | Robert Folk                                                                         | Robert Folk                                                                      |
| Operatőr                               | Michael D. Margulies                                                          | James Crabe                                                                           | Robert Saad                                                                     | Robert Saad                                                                                   | James Pergola                                                                            | Charles Rosher Jr.                                                                  | Ian Jones                                                                        |
| Vágó(k)                                | Robert Brown Zach Staenberg                                                   | Bob Wyman                                                                             | Bud Molin                                                                       | David Rawlins                                                                                 | Hubert C. de La Bouillerie                                                               | Hubert C. de La Bouillerie                                                          | Dennis Hill Suzanne Hines                                                        |
| Forgalmazó (USA)                       | Warner Bros.                                                                  | Warner Bros.                                                                          | Warner Bros.                                                                    | Warner Bros.                                                                                  | Warner Bros.                                                                             | Warner Bros.                                                                        | Warner Bros.                                                                     |
| Forgalmazó (Magyarország)              | Hajdú Film                                                                    | Hajdú Film                                                                            | Hajdú Film                                                                      | Hajdú Film                                                                                    | Hajdú Film                                                                               | Intercom                                                                            | Intercom                                                                         |
| Játékidő                               | 96 perc                                                                       | 89 perc                                                                               | 83 perc                                                                         | 88 perc                                                                                       | 90 perc                                                                                  | 84 perc                                                                             | 83 perc                                                                          |
| Bemutató (USA) Bemutató (Magyarország) | 1984. március 23. 1989. április 6.                                            | 1985. március 29. 1989. július 27.                                                    | 1986. március 21. 1989. október 5.                                              | 1987. április 3. 1990. február 8.                                                             | 1988. március 18. 1990. május 31.                                                        | 1989. március 10. 1991. június 14.                                                  | 1994. augusztus 26. 1994. december 1.                                            |
| Magyar TV-premier (adó)                | 1992. február 2. (HBO)                                                        | 1992. december 27. (HBO)                                                              | 1993. március 21. (HBO)                                                         | 1993. június 13. (HBO)                                                                        | 1993. október 10. (HBO)                                                                  | 1994. február 6. (HBO)                                                              | 1996. június 2. (HBO)                                                            |
| Korhatár besorolás (USA)               | R                                                                             | PG-13                                                                                 | PG                                                                              | PG                                                                                            | PG                                                                                       | PG                                                                                  | PG                                                                               |
| Korhatár besorolás (Magyarország)      | Tizenkét éven aluliak számára nem ajánlott                                    | Tizenkét éven aluliak számára nem ajánlott                                            | Tizenkét éven aluliak számára nem ajánlott                                      | Tizenkét éven aluliak számára nem ajánlott                                                    | Tizenkét éven aluliak számára nem ajánlott                                               | Tizenkét éven aluliak számára nem ajánlott                                          | Tizenkét éven aluliak számára nem ajánlott                                       |

## Tévésorozat
- Rendőrakadémia (rajzfilmsorozat) (1988-1989)
- Rendőrakadémia (televíziós sorozat) (1997)

## Szereplői
- Carey Mahoney
- Larvell Jones
- Moses Hightower
- Zed
- Sweetchuck
- Thomas 'House' Conklin
- Eugene Tackleberry
- Laverne Hooks
- Debbie Callahan
- Thaddeus Harris
- Proctor
- Eric Lassard, parancsnok

## Fordítás
- Ez a szócikk részben vagy egészben  a   Police Academy (franchise) című angol Wikipédia-szócikk fordításán alapul.  Az eredeti cikk szerkesztőit annak laptörténete sorolja fel. Ez a jelzés csupán a megfogalmazás eredetét és a szerzői jogokat jelzi, nem szolgál a cikkben szereplő információk forrásmegjelöléseként.